# Tomato Torrent
Tomato Torrent är en Bittorrentklient med öppen källkod för Mac OS.